# Tremplin de Miyanomori
Le tremplin de Miyanomori (en japonais : 宮の森ジャンプ競技場) est un tremplin de saut à ski situé à Sapporo au Japon. Le tremplin a été construit pour les Jeux olympiques d'hiver de 1972 et aussi utilisé lors des Championnats du monde de ski nordique 2007.

## Histoire
Le tremplin a été construit en 1969 avec un point k de 86 mètres. Il accueille la compétition de saut à ski en petit tremplin et la manche de saut à ski de combiné nordique des Jeux olympiques d'hiver de 1972. Après rénovation, le tremplin possède désormais un point k de 90 mètres (HS 100). Il s'y dispute des épreuves des Championnats du monde de ski nordique 2007. Très régulièrement y sont organisées des manches de Coupe du monde de saut à ski féminines et quelques compétitions de combiné nordique.

## Compétitions
Lors des Jeux olympiques de 1972, les sauteurs japonais réalisent le triplé avec en tête Yukio Kasaya.